# Факсе (коммуна)
Факсе (дат. Faxe Kommune) — датская коммуна в составе области Зеландия. Площадь — 404,54 км², что составляет 0,94 % от площади Дании без Гренландии и Фарерских островов. Численность населения на 1 января 2008 года — 35418 чел. (мужчины — 17698, женщины — 17720; иностранные граждане — 947).

## История
Коммуна была образована в 2007 году из следующих коммун:
- Хаслев (Haslev)
- Факсе (Fakse)
- Рённеде (Rønnede)

## Железнодорожные станции
- Факсе Ладепладс (Fakse Ladeplads)
- Факсе Сюд (Fakse Syd)
- Хаслев (Haslev)
- Карисе (Karise)
- Токкеруп (Tokkerup)
- Туребю (Tureby)

## Изображения

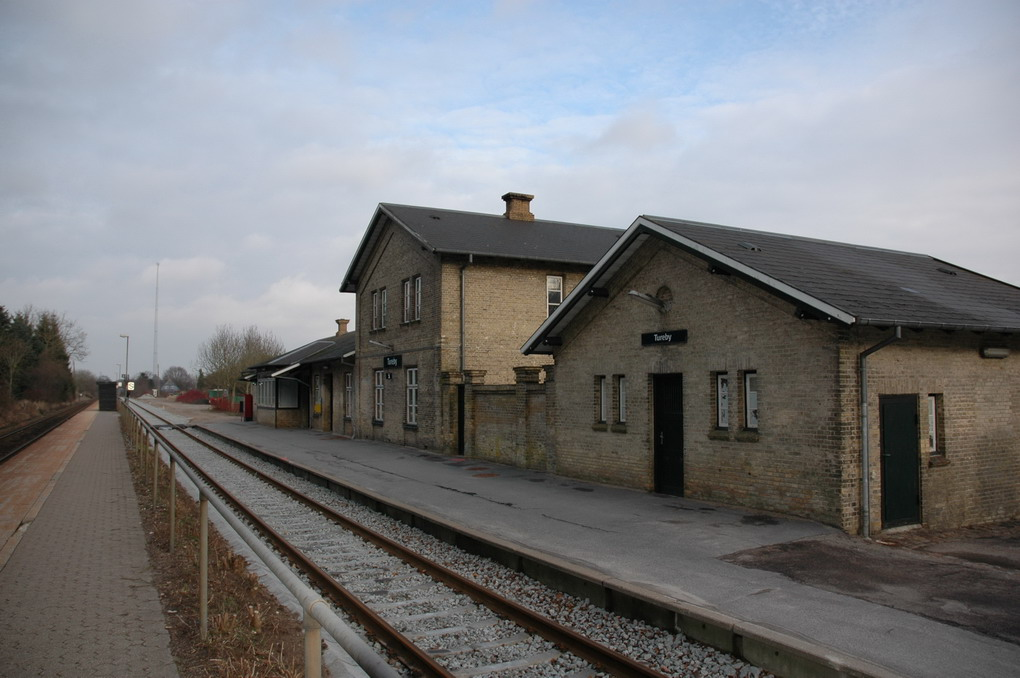
Туребю